# Deux Impromptus op. 10
Les Deux Impromptus op. 10 sont deux pièces pour piano du compositeur russe Alexandre Scriabine, écrites en 1894.